# Alberte Kjær
Alberte Kjær Pedersen (født 23. juni 1998) er en dansk triatlet og atletikudøver, der primært kører kortdistance triatlon og løber mellemdistanceløb og cross.

## Idrætskarriere
Alberte Kjær stiller op for Fredericia Triathlon Team i triatlon.[kilde mangler] I mellemdistanceløb og cross har hun også tidligere stillet op for Fredericia Triathlon Team, men stiller nu op for AGF Atletik.
I 2021 blev hun først dansk mester i 3000 meterløb indendørs, hvorefter hun satte danske rekord i samme disciplin 4. marts 2021 ved EM med tiden 9.00,80. Dermed forbedrede hun Maja Alms hidtidige rekord med næsten fire sekunder. Med tiden blev hun nummer syv, hvilket lige akkurat ikke var nok til kvalificere hende til finalen. Samme år vandt hun en afdeling af triatlon-World Cup'en i Huatulco, Mexico, og i 2022 vandt hun en World Cup-afdeling i Miyasaki, Japan. I 2023 blev hun dansk mester i triatlon-sprint og senere på året vandt hun det nordiske mesterskab.
I foråret 2024 vandt hun igen en afdeling af triatlon-World Cup'en i Huatulco, og i slutningen af maj blev hun udtaget til OL 2024 i Paris. Ved OL blev hun nummer 36 ud af 55 deltagere.

## Øvrige karriere
Alberte Kjær studerer ved siden af sin idræt odontologi på Aarhus Universitet. Hun har haft orlov i nogle perioder fra sit studie for at koncentrere sig om sin sport.